# Lista de posições sexuais
Esta é uma lista que inclui descrições de várias formas de intercursos sexuais e outros atos sexuais entre pessoas. Atos sexuais são geralmente descritos pelas posições que cada participantes toma, a fim de realizar esses actos. Alfred Kinsey utilizou inicialmente seis posições como categorias. Uma vez que o número de posições que podem ser utilizadas para o sexo são, essencialmente, ilimitadas, esta lista não é exaustiva de todas as posições sexuais. A gravidez pode ocorrer de diversas formas, podem ser realizadas ações com o objetivo de facilitar e com o objetivo de evitá-la.

## Tipos

### Penetração por cima

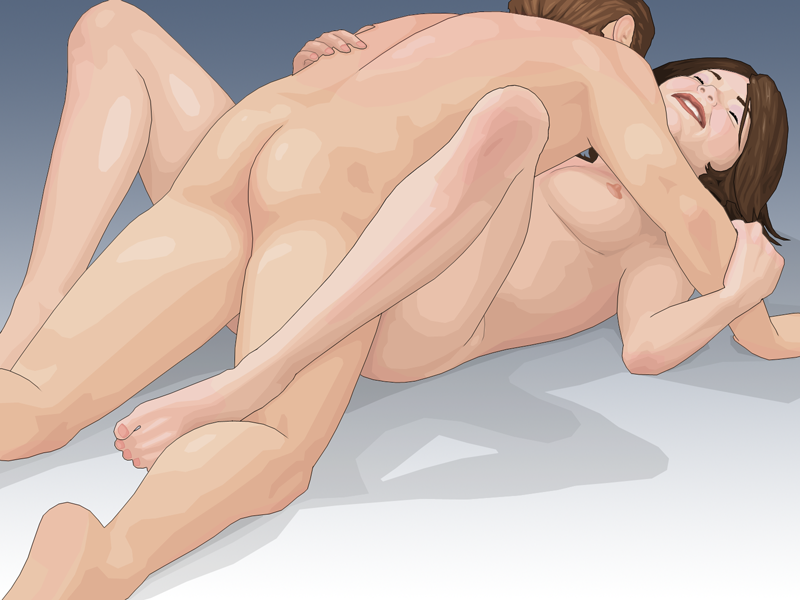
Posição do missionário

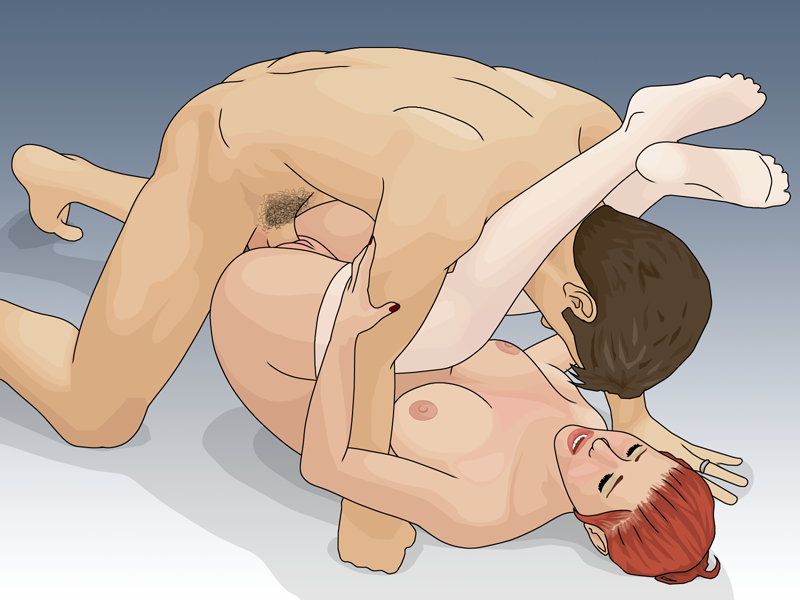
Variação da posição do missionário, especificamente chamada de frango assado

Estas posições são usadas principalmente para a penetração vaginal, embora alguns possam adaptar para sexo anal. A posição básica é chamada o papai e mamãe, também conhecida como posição do missionário. Nela, o parceiro que é penetrado encontra-se em baixo com as pernas separadas. O parceiro que penetra encontra-se sobre a parceira que é penetrada, face a face. As seguintes variações são possíveis:
- Parceiro que penetra está de frente ao parceiro que é penetrado, cujos pés se apoiam sobre a borda de uma cama ou alguma outra plataforma
- Parceiro que é penetrado encontra-se deitado. O parceiro que penetra está de pé e levanta a pélvis do parceiro que é penetrado para a penetração. Em variação em que o  parceiro que é penetrado descanse seus pés nos ombros do parceiro que penetra. Chama-se às vezes de posição da borboleta.
- Parceiro que é penetrado encontra-se deitado, com seus pés esticados para cima em linha reta e seus joelhos perto de sua cabeça. O parceiro que penetra prende os pés do parceiro que é penetrado e penetra-os de acima.
- Similar à posição anterior, mas com as pernas do parceiro que recebe precisando estar retas e o parceiro penetrante segura seus braços ao redor do parceiro penetrado para empurrar suas pernas o mais possível do peito. Chamada de stopperage in na tradução de Burton de The Perfumed Garden.
- Como a posição do papai e mamãe, mas com os pés do parceiro que é penetrado fechando-se firmemente e a propagação dos pés do parceiro penetrante. Nesta posição, o par assemelha-se a um sinal da paz (☮) e assim esta posição é chamada às vezes por esse nome.
- A técnica de alinhamento coital, um variante para pares heterossexual. O homem entra na posição de papai e mamãe e move ligeiramente para diante, de modo que a base do pênis friccione o clitóris.
- O parceiro que é penetrado cruza seus pés atrás de sua cabeça (ou põe pelo menos seus pés ao lado de suas orelhas), ao encontrar-se deitado. O parceiro que penetra prende então o parceiro que é penetrado firmemente em torno de cada instep ou tornozelo e encontra-se no sócio de recepção full-length. Uma variação é mandar o parceiro receptivo cruzar seus tornozelos em seu estômago, joelhos aos ombros, e tem então a mentira penetrante do sócio nos tornozelos cruzados do parceiro que é penetrado com seu peso cheio.

### Penetração por trás

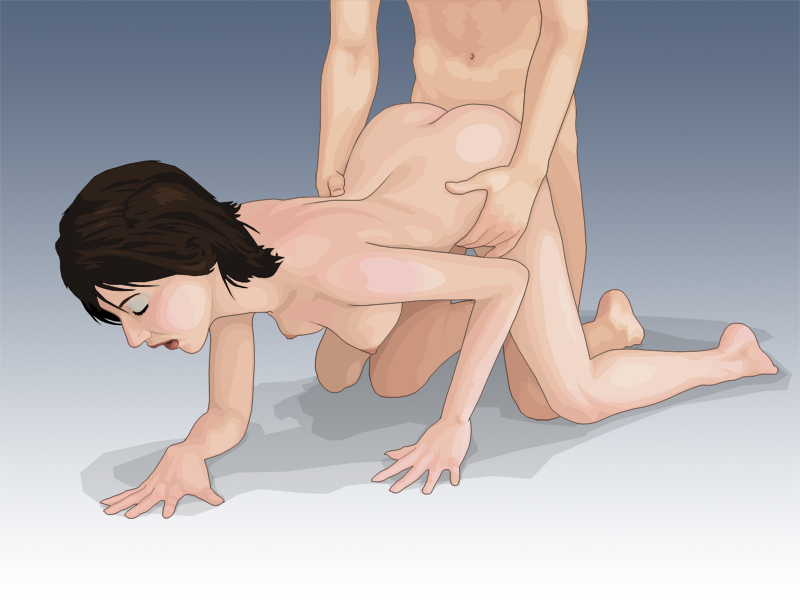
Posição doggy.

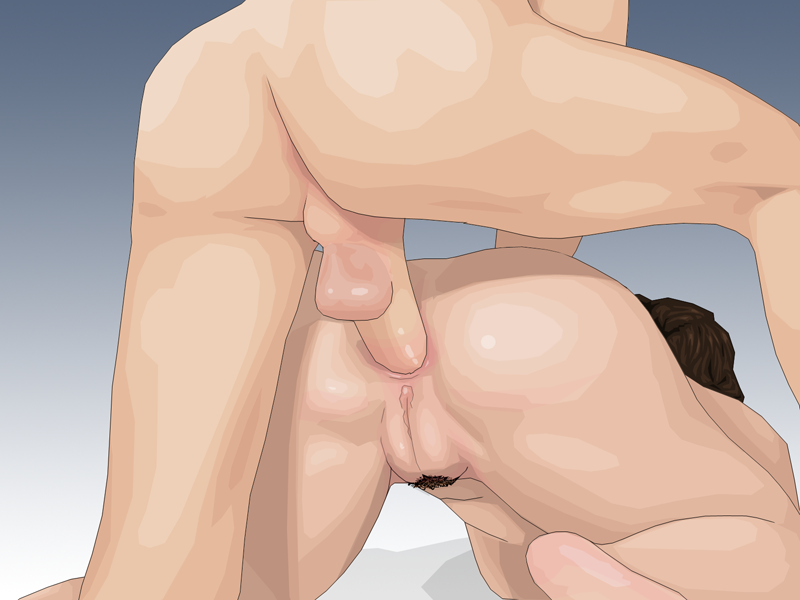
Sexo anal.

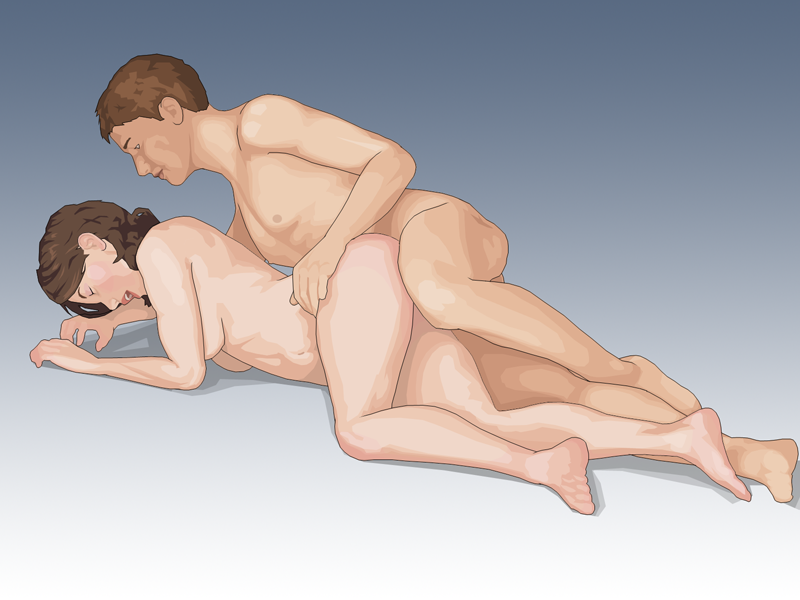
Posição de lança.

A maioria destas posições podem ser usadas para a penetração vaginal ou anal, e permite acessar facilmente o clitóris. Popularmente também é conhecida como canzana.
- O parceiro que é penetrado está totalmente de quatro, com seu torso na horizontal.Essa posição é comumente chamada de quatro, Popularmente também é conhecida como canzana.
- Em uma variação, na posição doggy, o parceiro que é penetrado ajoelha-se verticalmente. O parceiro que penetra pode, delicadamente, puxar os braços do parceiro que é penetrado para trás, pelos pulsos, em sua direção.
- Na posição da colher, ambos os parceiros encontram-se em posição lateral, e no mesmo sentido.
- O parceiro que é penetrado encontra-se em seu lado. O parceiro que penetra ajoelha-se e penetra por  trás.
- O parceiro que é penetrado deitado com a face virada para baixo, se possível com as pernas estendidas e o parceiro que penetra deita-se sobre o penetrado. A colocação de uma almofada abaixo do quadril do parceiro que é penetrado pode ajudar aumentar o estimulação nesta posição.
- O parceiro que é penetrado deitado com a face virada para baixo (de bruços), mantendo os joelhos juntos. O parceiro que penetra com as pernas estendida . Isto é chamado às vezes de sinal da paz do reverso.
- O parceiro que é penetrado deitado de lado com seu pé mais  alto para frente. O parceiro que penetra ajoelha-se montado na perna de baixo do receptor. Esta posição é boa para grávidas ou com excesso de peso.
- Uma variante acrobática é chamada de cadela furada.

### Penetração por baixo

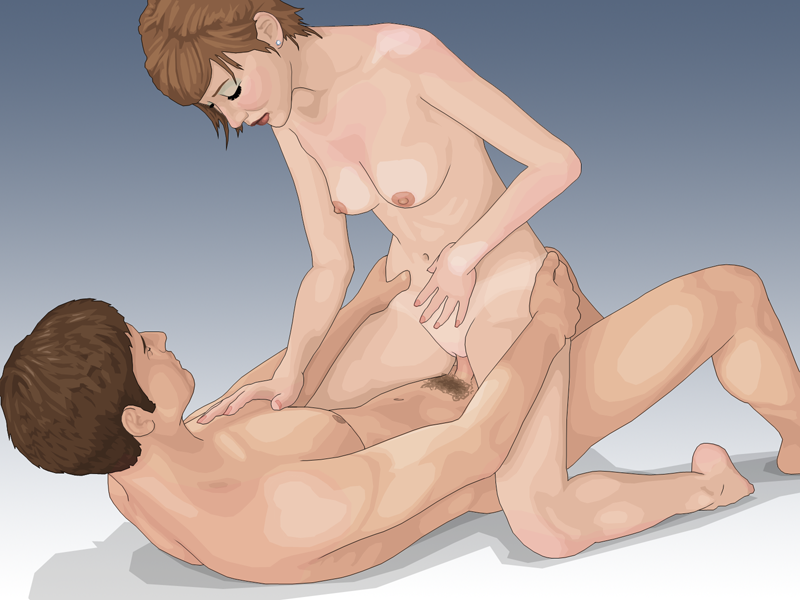
Posição da vaqueira

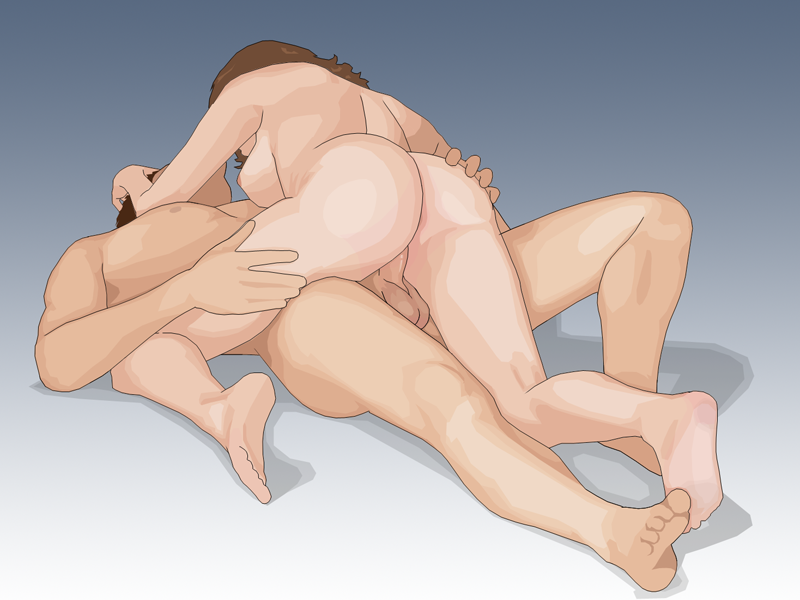
Coito lateral.

A maioria destas posições podem ser usadas para a penetração vaginal ou anal.

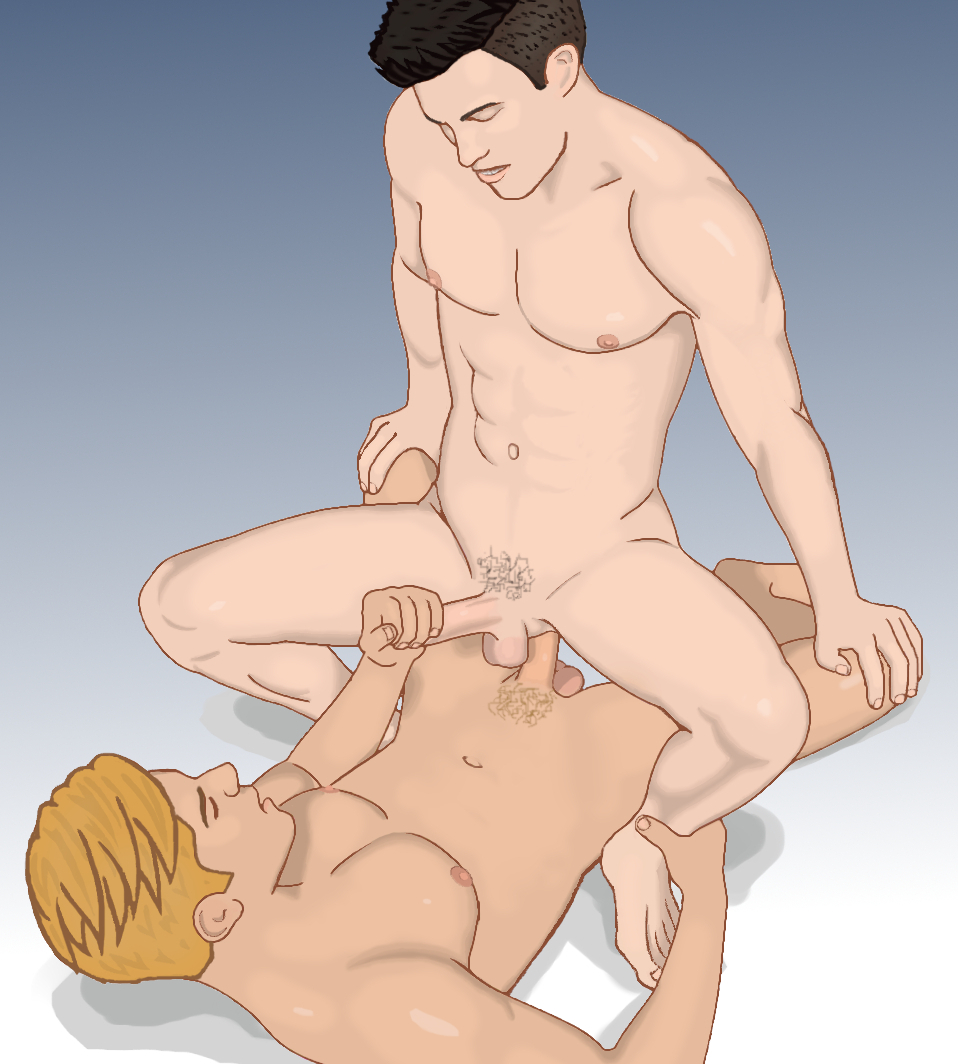
Posição do vaqueiro

- Posição do vaqueiroO parceiro que penetra encontra-se deitado de barriga para cima. O parceiro que é penetrado ajoelha-se em cima do pênis do parceiro que penetra . Chama-se às vezes de posição da vaqueiro ou cowboy.
- Como acima, mas o parceiro que é penetrado, que está sentando-se em cima, virado de costa para parceiro que o penetra.
- Como acima, mas o parceiro que é penetrado arqueia-se para trás até colocar suas mãos no chão.
- Como acima, mas o parceiro que é penetrado agacha-se (em vez de se ajoelhar) em cima do parceiro que penetra, com o rosto virado para ele.
- O parceiro que penetra esta deitado de costas e parceiro que é penetrado está deitado em cima com joelhos dobrados de encontro ao chão.
- O parceiro que penetra encontra-se sentado sobre uma quina de uma poltrona, cadeira ou na beirada da cama, mantendo os pés encostados no assoalho e o dorso paralelo ao assoalho. O parceiro que é penetrado senta de pernas abertas sobre o penetrante, também mantendo seus pés no assoalho. O parceiro que é penetrado tem a liberdade de promover várias variações desta posição.
- Na posição coital lateral envolve o homem em baixo, com a mulher ligeiramente deslocada para o lado de modo que sua pélvis esteja sobre ele, mas seu peso está deslocado para o lado dele.

### Sentar-se e ajoelhar-se

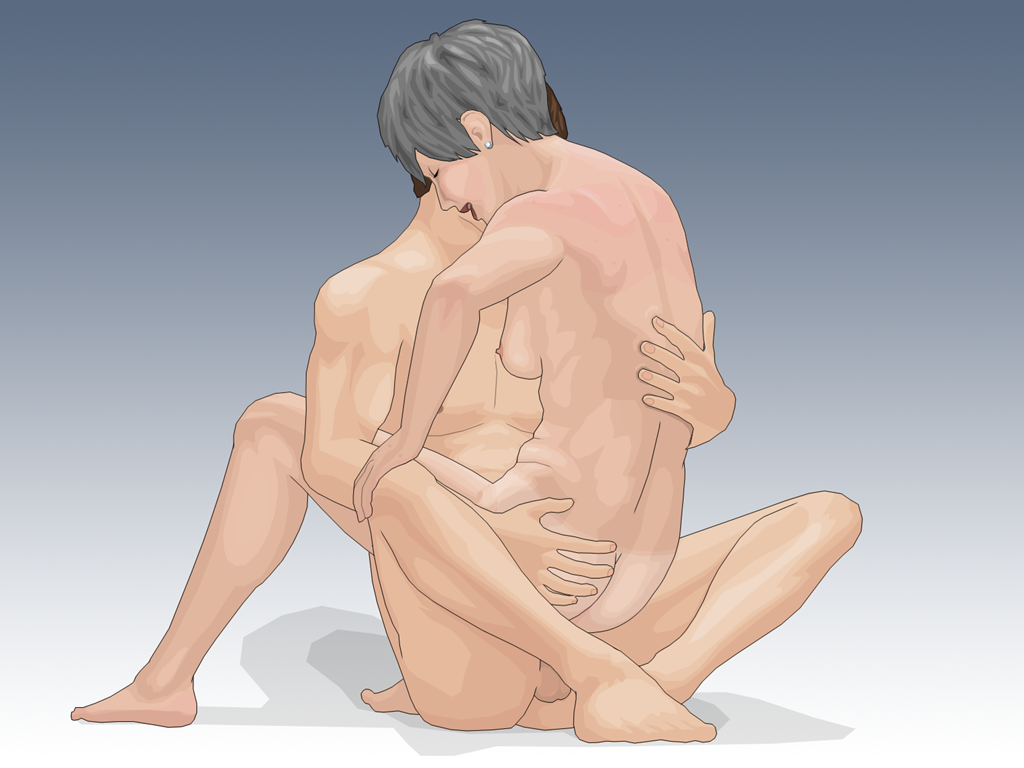
Posição sentada

A maioria destas posições podem ser usadas para a penetração vaginal ou anal.
- O parceiro que penetra se senta em uma área superficial, pernas estendidas. O parceiro que é penetrado se senta em cima e envolve as pernas ao redor do parceiro que penetra.
- O parceiro que penetra se senta em uma cadeira. O parceiro que é penetrado acerta-se em volta do parceiro que penetra e se senta-se, de frente para o parceiro penetrante, com os pés no chão.
- O parceiro que penetra se senta em um sofá ou em uma cadeira que tenha encosto para o braço. A parceiro que é penetrado se senta no colo do parceiro que penetra, perpendicular ao parceiro que penetra, com a suas costas voltadas contra o encosto para o braço.
- O parceiro que penetra ajoelha-se, enquanto o que é penetrado deita se ou fica de costas e coloca cada um de seus tornozelos em cada um dos ombros do parceiro parceiro que penetra.[7]
- O parceiro que penetra ajoelha-se, enquanto o que é penetrado fica de costas para o parceiro que penetra e ajoelha-se, um pouco inclinado para frente, promovendo a penetração. Esta posição facilita manipulação da vulva com as mãos.
- Semelhante a anterior mas os parceiros ficam com os corpos paralelos.

### Em pé

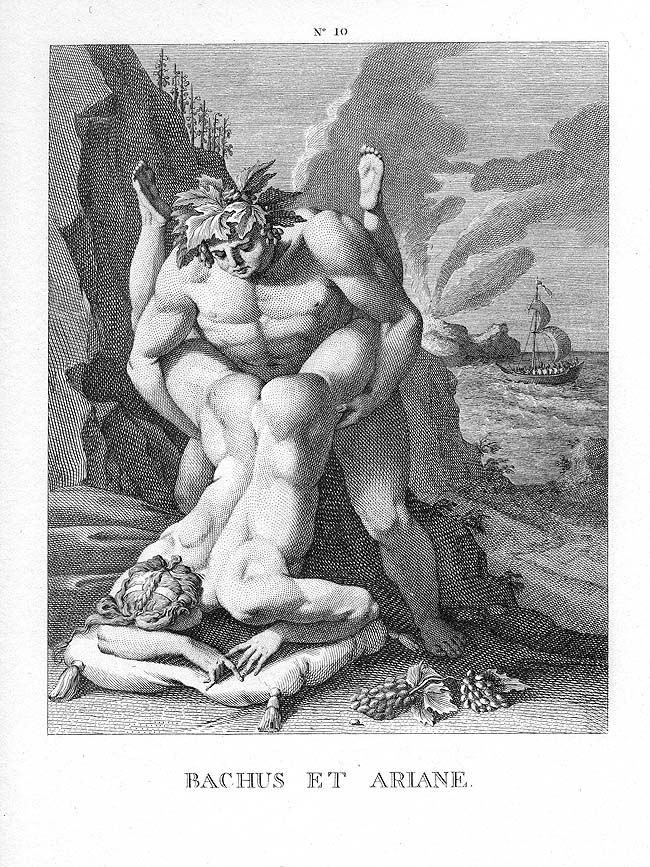
Obra de Agostino Carracci, Baco e Ariadne

A maior parte destas posições podem ser utilizados tanto para penetração vaginal ou anal e basicamente se constituem quando no mínimo um dos parceiros permanece em pé.

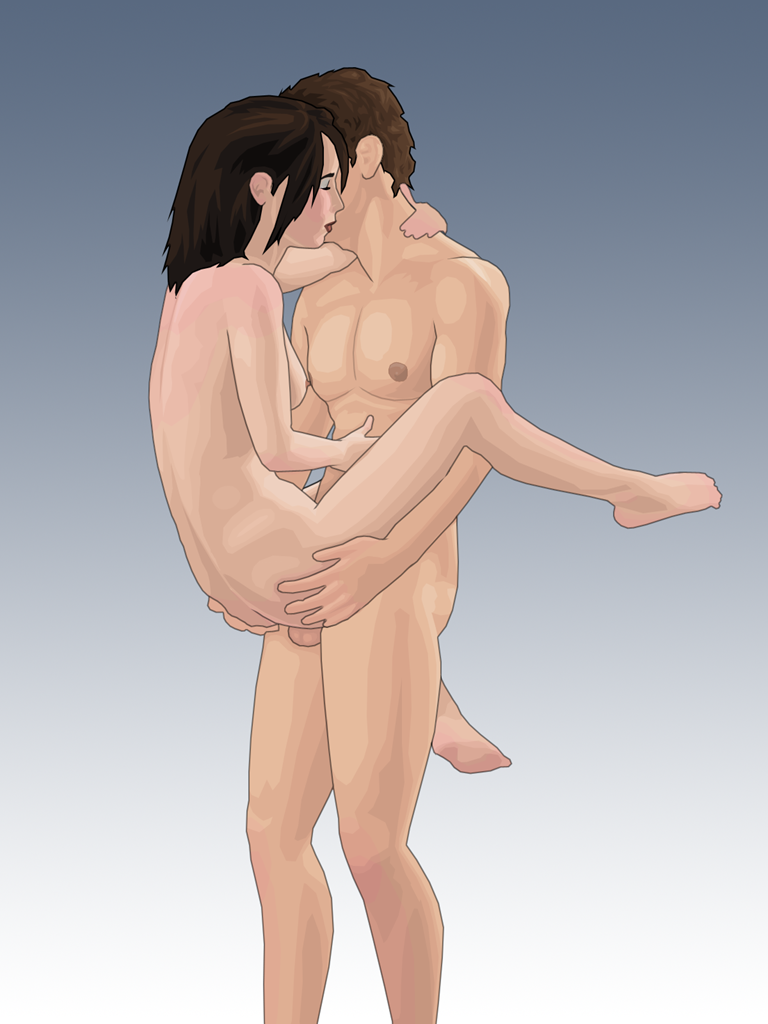
Posição em pé suspensa.

- Na posição em pé mais básica, ambos os parceiros estão em pé, face a face e realizam sexo vaginal. A fim de que as alturas correspondam, o parceiro mais baixo possível, por exemplo, pode estar sobre um degrau ou usar um salto. Esta posição pode ser mais facilmente realizada se as costas da parceira for mantida pressionada contra uma parede. Esta posição é mais frequentemente usado em locais verticais, como uma parede de um quarto ou um chuveiro.
- Como na descrita acima, embora a parceira deve ficar de costas para o parceiro, permitindo assim o sexo anal ou vaginal. Esta posição pode ser variada de acordo com a inclinação que a parceira for assumir. Por exemplo, eles podem dobrar ao nível da cintura, descansando as mãos ou cotovelos sobre uma mesa.
- Nesta posição, o parceiro que é penetrado, circunda braços e as pernas em torno de pescoço e da cintura, respectivamente, do parceiro que penetrado, expondo, assim, tanto a vagina ou ânus para o pénis.
- A posição anterior pode ser mais facilmente realizada quando o parceiro que é penetrado está apoiado, por exemplo, sobre uma mesa.

## Sexo não-penetrativo

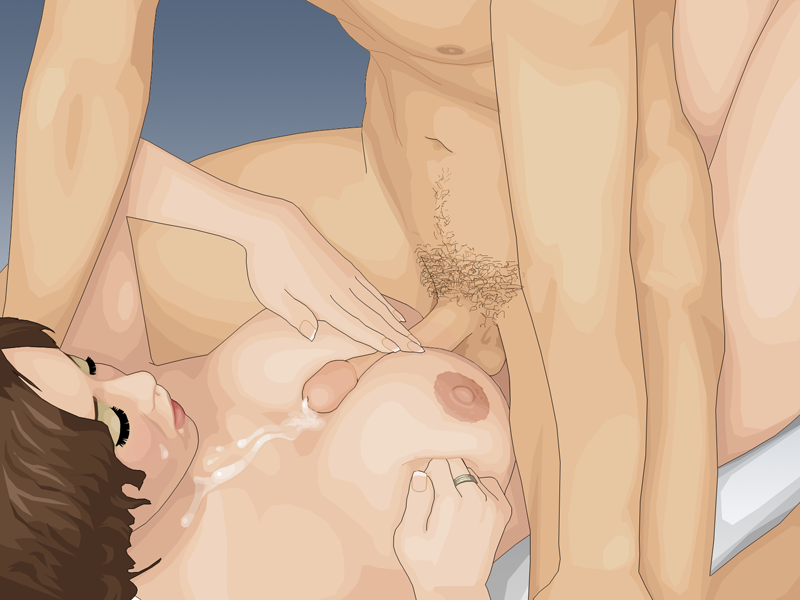
Espanhola

Sexo não-penetrativo o termo geral para uma estimulação da genitália do parceiro, sem penetração vaginal, anal e possivelmente oral e que se contrapõe à relação sexual. No Brasil, ele pode ser chamado de gouinage, sendo as pessoas que preferem sexo sem penetração de gouines, estrangeirismo francófono de sapatão, usado principalmente entre homens.
- Estimulação da vagina ou ânus ou do pênis com a mão, despido ou vestido.
  - Masturbação mútua, estimulação das genitálias concomitantemente em si mesmo ou no parceiro.
  - Sexo virtual, estimulação mútua a distância, geralmente através do uso da internet ou de uma ligação telefônica.
- A fricção entre as genitálias.
  - Tribadismo, fricção vulva-vulva.
- Estimulação da genitália masculina com os pés.
- Sexo intercoxa, também conhecido como o sexo interfemoral, onde um homem coloca seu pênis entre as coxas da/o parceira/o.
  - Sumata (Japonês: 素股 Literalmente: forquilha real), tipo de estimulação da genitália masculina populares nos bordéis japoneses.
- Espanhola, quando um homem fricciona seu pênis entre os seios de uma mulher.
- Sexo oral, estimulação com a boca da genitália do homem ou da mulher, embora algumas definições excluam o sexo  oral como uma forma de sexo não-penetrativo devido ao risco na transmissão de doenças.[10]
  - 69 (meia nove), estimulação mútua usando a boca de ambos os indivíduos, cada uma inserida na genitália ou ânus do(a) parceiro(a).[11]Posição 69

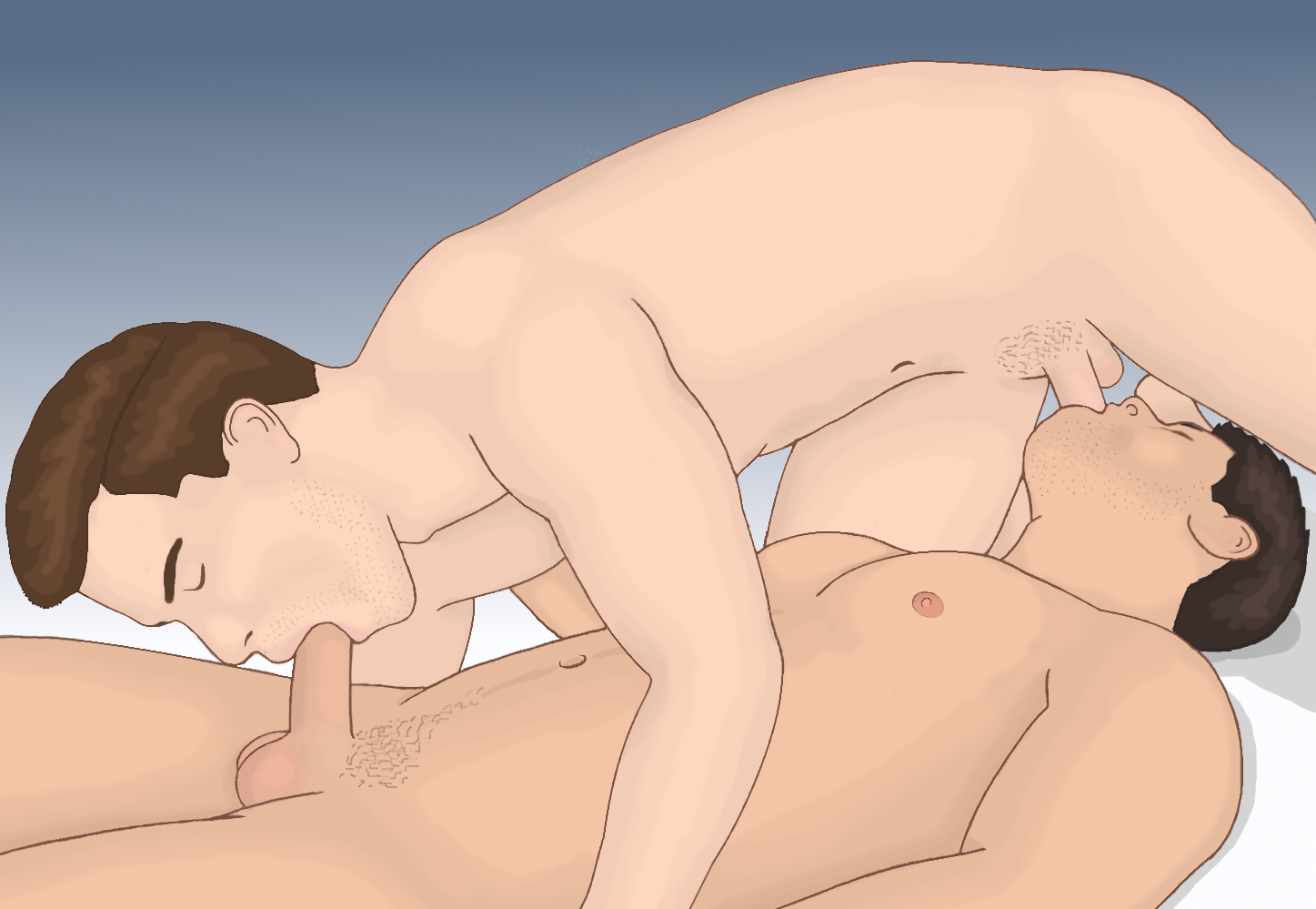
Posição 69

### Sexo genital-genital
|                    |  |  |
| Tribadismo e Frot. |  |  |

Sexo genital-genital é geralmente entendida como as relações sexuais com um âmbito mais restrito, e mais difundido entre os parceiros do mesmo sexo e subculturas heterossexuais.
- Frot ou frottage - Onde dois indivíduos do sexo masculino esfregam mutuamente os pênis juntos.
- Tribadismo - duas mulheres esfregam mutuamente as vulvas uma contra a outra.

## Posições para o sexo oral

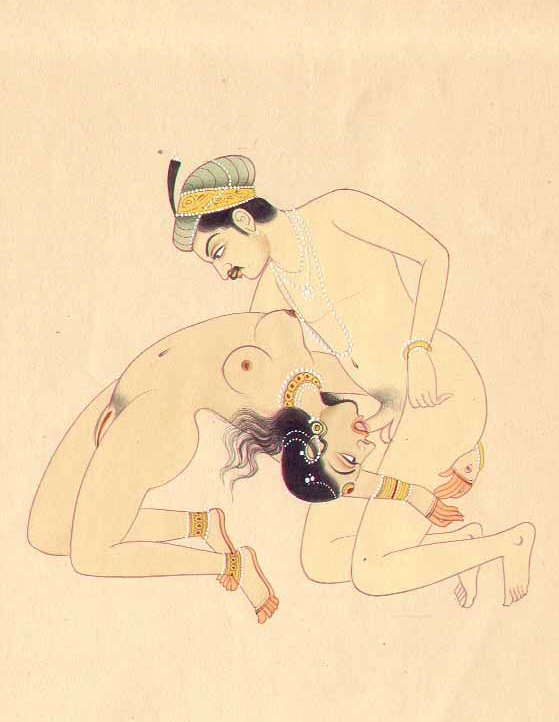
Ilustração de uma felação no Kama Sutra

Sexo oral é o termo dado a estimulação genital pela boca. As pessoas podem praticar o sexo oral, como parte das preliminares antes, ou durante ou após o coito.
Ele pode ser realizado simultaneamente (por exemplo, um parceiro pratica cunilíngua, enquanto o outro parceiro pratica felação), ou apenas um parceiro pode realiza-lo nos outros; isto cria uma infinidade de variantes.

### Felação

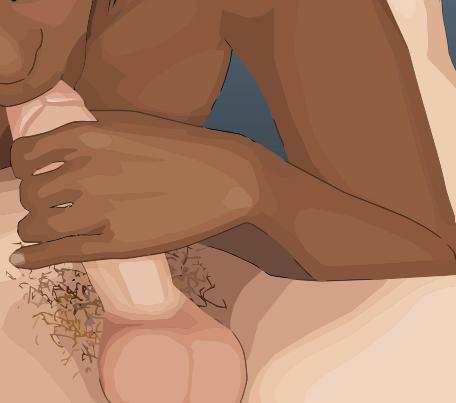
Felação.

A felação envolvendo o sexo oral na genitalia masculina. Posições possíveis incluem:
- O homem deita-se de barriga para cima, enquanto seu parceiro ajoelha-se entre suas pernas.
- O homem deita-se de barriga para cima, enquanto seu parceiro está direcionada para o lado das pernas do homem.
- O homem esta sentado em uma cadeira, enquanto seu parceiro ajoelha-se entre suas pernas.(imagem) e (imagem)
- O homem permanece em pé enquanto seu parceiro ajoelha-se em frente a ele ou se senta (em uma cadeira ou na beirada de uma cama ou etc) e curva-se para a frente.(imagem)
- Enquanto o parceiro activo deita-se de barriga para cima, o homem assume a posição missionária sobre ele, mas de modo a inserir seu pênis na boca do seu parceiro.
- Auto-felação, o homem fela seu próprio pênis.

### Cunilíngua

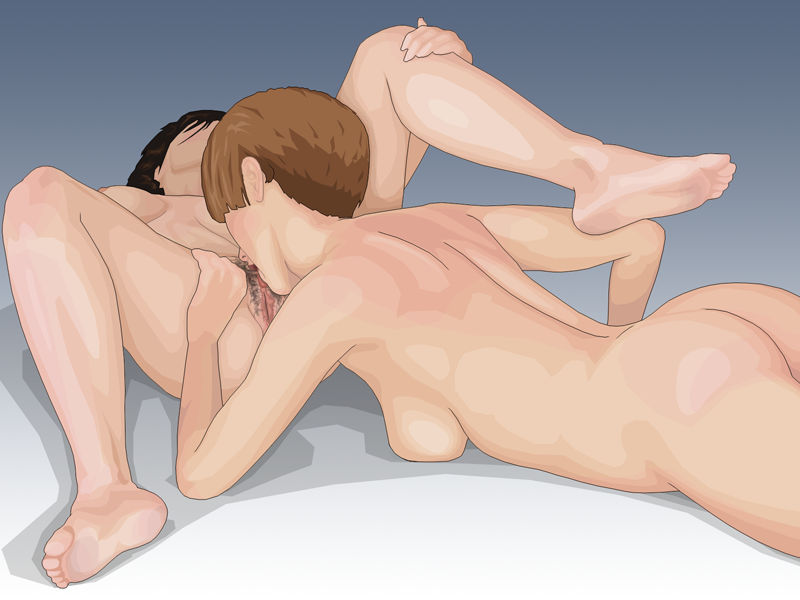
Cunilíngua.

Cunilíngua é sexo oral envolvendo vulva. Posições possíveis incluem:
- A mulher deita-se de barriga para cima, como missionário na posição. O parceiro ativo fica na sua frente entre suas pernas.
- O parceiro ativo deita-se de barriga para cima, enquanto a mulher ajoelha-se com suas pernas ao lado da face do parceiro e sua vulva próxima à boca do parceiro.(imagem) e (imagem)
- Auto-cunilíngua, onde uma mulher pratica sexo oral em si mesma.